# Списак улица Сомбора
Следећи списак садржи називе улица у Сомбору:
|  |  |  |  |  |  |  |  |  |  |  |  |  |  |  |  |  |  |  |  |  |  |  |  |  |  |  |  |  |  |

## 1-9
- 12. војвођанске ударне бригаде
- 21. октобра
- 22. децембра
- 6. личке дивизије
- 7. управа
- 7. војвођанске ударне бригаде
- 8. марта

|  |  |  |  |  |  |  |  |  |  |  |  |  |  |  |  |  |  |  |  |  |  |  |  |  |  |  |  |  |  |

## А
- Ади Ендре
- Алексе Дундића
- Алексе Шантића
- Амброзија Шарчевића
- Апатински пут
- Арсенија Чарнојевића
- Атарска
- Аугуста Шеное
- Августа Цесарца
- Аврама Мразовића

|  |  |  |  |  |  |  |  |  |  |  |  |  |  |  |  |  |  |  |  |  |  |  |  |  |  |  |  |  |  |

## Б
- Бачки салаши
- Бачког канала
- Бачванска
- Багремова
- Бала Иштвана
- Балканска
- Банатска
- Банијска
- Бањалучка
- Барањска
- Батинска
- Белог голуба
- Бења Антала
- Београдска
- Билићки пут
- Благоја Паровића
- Благојевићева
- Блашка Марковића
- Богољуба Јефтића
- Борачка
- Боре Станковића
- Босанска
- Бошка Бухе
- Бошка Југовића
- Бошка Туцића
- Бошка Вребалова
- Босна
- Божидара Аџије
- Браће Ђулинац
- Браће Лукачев
- Браће Миладинов
- Браће Пејак
- Браће Рибникар
- Бранка Ћопића
- Бранка Радичевића
- Бранка Радичевића
- Бранка Жижића
- Буковац
- Буковачке железнице

|  |  |  |  |  |  |  |  |  |  |  |  |  |  |  |  |  |  |  |  |  |  |  |  |  |  |  |  |  |  |

## В
- Ваљевска
- Валтерова
- Вамошерска
- Васе Пелагића
- Васе Стајића
- Василија Ковачића
- Велебитска
- Вељка Чубриловића
- Вељка Мићуновића
- Вељка Петровића
- Венац Петрове горе
- Венац војводе Петра Бојовића
- Венац војводе Радомира Путника
- Венац војводе Степе Степановића
- Венац војводе Живојина Мишића
- Вере Гуцуње
- Видовданска
- Видовдански трг
- Викендица
- Вилмоша Шпајдла
- Виноградска
- Вишњићева
- Владе Ћетковића
- Владике Николаја
- Владимира Назора
- Влаха Буковца
- Водоводска
- Војислава Бакића
- Војислава Илића
- Војничка
- Војвођанска
- Вујадина Секулића
- Вука Караџића
- Вукице Митровић

|  |  |  |  |  |  |  |  |  |  |  |  |  |  |  |  |  |  |  |  |  |  |  |  |  |  |  |  |  |  |

## Г
- Гаковачки пут
- Гаврила Принципа
- Георги Димитрова
- Горњи Буковац
- Господара Вучића
- Градина
- Грује Дедића

|  |  |  |  |  |  |  |  |  |  |  |  |  |  |  |  |  |  |  |  |  |  |  |  |  |  |  |  |  |  |

## Д
- Далматинска
- Динарска
- Доњи Буковац
- Доситеја Обрадовића
- Др Ђорђа Лазића
- Др Радивоја Симоновића
- Др Ружице Рип
- Дравска
- Дубровачка
- Дује Марковића
- Дунавска
- Душана Ћубића
- Душана Мудрака
- Душана Радовића
- Душана Станичкова
- Душана Васиљева
- Душана Вукасовића Диогена
- Дворска

|  |  |  |  |  |  |  |  |  |  |  |  |  |  |  |  |  |  |  |  |  |  |  |  |  |  |  |  |  |  |

## Ђ
- Ђорђа Бркића
- Ђорђа Натошевића
- Ђуре Даничића
- Ђуре Јакшића
- Ђуре Салаја

|  |  |  |  |  |  |  |  |  |  |  |  |  |  |  |  |  |  |  |  |  |  |  |  |  |  |  |  |  |  |

## Е
- Ернеста Киша
- Еугена Кочиша

|  |  |  |  |  |  |  |  |  |  |  |  |  |  |  |  |  |  |  |  |  |  |  |  |  |  |  |  |  |  |

## Ж
- Жарка Ђурошева
- Жарка Зрењанина
- Жарковац
- Железничка
- Жикице Јовановића Шпанца
- Живка Машића

|  |  |  |  |  |  |  |  |  |  |  |  |  |  |  |  |  |  |  |  |  |  |  |  |  |  |  |  |  |  |

## З
- Задружна
- Занатска
- Занатска нова
- Засеок 1. управа
- Засеок Бајин
- Засеок Бандобрански салаши
- Засеок Бикареви салаши
- Засеок Благојевићи салаши
- Засеок Буковачке водице
- Засеок црпна станица за одводњавање
- Засеок Фазанерија
- Засеок Фазанерија Жарковац
- Засеок Кнези салаши
- Засеок Матошевићи
- Засеок Рацићи салаши
- Засеок Ркманов салаш
- Засеок Салаши градине
- Засеок Шетровача салаши
- Засеок Виолетин салаш
- Засеок задругарски салаш
- Засеок Западна градина
- Засеок Зерићеви салаши
- Засеок Жижићеви салаши
- Зечеви салаши
- Зељкова ленија
- Златне греде
- Змај Јовина
- Зорана Гомирца
- Зрмањска

|  |  |  |  |  |  |  |  |  |  |  |  |  |  |  |  |  |  |  |  |  |  |  |  |  |  |  |  |  |  |

## И
- Иђушки засеок
- Игманска
- Илије Бирчанина
- Илије Гарашанина
- Индустријски пут
- Исидоре Секулић
- Ивана Антуновића
- Ивана Цанкара
- Ивана Горана Ковачића
- Ивана Гундулића
- Ивана Косанчића
- Ивана Мажуранића
- Ивана Милутиновића
- Ивана Парчетића
- Ивањска
- Иве Андрића
- Иве Лоле Рибара
- Ивице Фргића
- Излетничка

|  |  |  |  |  |  |  |  |  |  |  |  |  |  |  |  |  |  |  |  |  |  |  |  |  |  |  |  |  |  |

## Ј
- Јадранска
- Јанка Веселиновића
- Јаноша Херцега
- Јарош
- Јаше Игњатовића
- Јасна пољана
- ЈНА
- Јоце Лалошевића
- Јоргованска
- Јосићки пут
- Јосићки салаши
- Јосифа Маринковића
- Јосифа Панчића
- Јосипа Козарца
- Јована Цвијића
- Јована Дучића
- Јована Ђурана
- Јована Поповића
- Јована Скерлића
- Јована Стерије Поповића
- Јожефа Флосбергера
- Југ Богдана
- Јухас Шандора
- Јурија Гагарина

|  |  |  |  |  |  |  |  |  |  |  |  |  |  |  |  |  |  |  |  |  |  |  |  |  |  |  |  |  |  |

## К
- Каменка Гагрчина
- Каналска
- Канаринска
- Капетанова
- Карађорђева
- Кишова
- Кљајићевачки пут
- Кнеза Милана
- Кнеза Милоша
- Коњовићева
- Кордунашка
- Косовска
- Крајишка
- Краља Петра I
- Кратка
- Крпежи
- Крстова

|  |  |  |  |  |  |  |  |  |  |  |  |  |  |  |  |  |  |  |  |  |  |  |  |  |  |  |  |  |  |

## Л
- Лазара Вукичевића
- Лазе Костића
- Леније
- Ленијски пут
- Личка
- Липов лад
- Ливадска
- Љубице Одаџић
- Ловачка
- Лугово

|  |  |  |  |  |  |  |  |  |  |  |  |  |  |  |  |  |  |  |  |  |  |  |  |  |  |  |  |  |  |

## Љ
|  |  |  |  |  |  |  |  |  |  |  |  |  |  |  |  |  |  |  |  |  |  |  |  |  |  |  |  |  |  |

## М
- Мађарутска
- Магнолија
- Мајевица
- Мајевичка
- Мајке Јевросиме
- Мајора Гавриловића
- Мајора Илића Бајке
- Мајора Тепића
- Мајски засеок
- Максима Горког
- Мала
- Мала Босна
- Мала Пешта
- Мали сокак
- Мали шор
- Марије Бурсаћ
- Маринка Плавшића
- Марка Краљевића
- Матије Гупца
- Меше Селимовића
- Михајла Пупина
- Миладина и Николе Кунића
- Милана Ракића
- Милана Топлице
- Милчић насеље
- Миленка Стричевића
- Милете Протића
- Милке Гргурове
- Милоша Црњанског
- Милоша Обилића
- Милунке Савић
- Милутина Бојића
- Милутина Радаковића Миће
- Миодрага Петровића Чкаље
- Мирна
- Мирослава Антића
- Мите Ценића
- Мите Калића
- Мите Петровића
- Мите Поповића
- Мите Васиљевића
- Моношторска
- Московска
- Мостарска
- Мостонга

|  |  |  |  |  |  |  |  |  |  |  |  |  |  |  |  |  |  |  |  |  |  |  |  |  |  |  |  |  |  |

## Н
- Народног фронта
- Незнаног јунака
- Нике Грујића
- Нике Максимовића
- Николаја Шимића
- Николе Пашића
- Николе Предојевића
- Николе Тесле
- Николе Вукичевића
- Нова
- Нушићева

|  |  |  |  |  |  |  |  |  |  |  |  |  |  |  |  |  |  |  |  |  |  |  |  |  |  |  |  |  |  |

## Њ
- Његошева

|  |  |  |  |  |  |  |  |  |  |  |  |  |  |  |  |  |  |  |  |  |  |  |  |  |  |  |  |  |  |

## О
- Обилазница север
- Обзир
- Обзир - Крижани
- Обзир - Школска
- Обзирских жртава
- Огњена Прице
- Омладинска
- Отона Жупанчича

|  |  |  |  |  |  |  |  |  |  |  |  |  |  |  |  |  |  |  |  |  |  |  |  |  |  |  |  |  |  |

## П
- Пачињак
- Пангарска
- Панонска
- Париска
- Парк хероја
- Партизанска
- Партизанска (Жарковац)
- Павла Вујисића
- Пеце Петровића
- Пере Сегединца
- Петра Деспотовића
- Петра Драпшина
- Петра Кочића
- Петра Прерадовића
- Пингвинска
- Платона Атанацковића
- Подгоричка
- Пољска
- Пожаревачка
- Приједорска
- Призренска
- Пролећни пут
- Пролетерска
- Проте Матеје Ненадовића
- Пружна
- Првомајски булевар
- Пујгери

|  |  |  |  |  |  |  |  |  |  |  |  |  |  |  |  |  |  |  |  |  |  |  |  |  |  |  |  |  |  |

## Р
- Раде Дракулића
- Раде Кончара
- Раде Крстића
- Раде Маријанца
- Радишићева
- Радивоја Ћирпанова
- Радивоја Кораћа
- Радничка
- Радничка (Жарковац)
- Радоја Домановића
- Рајско насеље
- Расадничка
- Ратарска
- Раванградски пут
- Релићи
- Роковачка
- Роковачки пут
- Романијска
- Розе Луксембург

|  |  |  |  |  |  |  |  |  |  |  |  |  |  |  |  |  |  |  |  |  |  |  |  |  |  |  |  |  |  |

## С
- Салвадора Аљендеа
- Самка Радосављевића
- Сарајевска
- Саве Ковачевића
- Савска
- Сердар Јанка Вукотића
- Северни салаш
- Симе Матавуља
- Симеле Шолаја
- Сивачки пут
- Скопљанска
- Славише Вајнера Чиче
- Славка Раданова
- Славонска
- Славујев венац
- Слободана Бајића
- Слободана Мацуре
- Сокаче
- Солунских бораца
- Сомборска
- Сомборски пут
- Сонћански пут
- Соње Маринковић
- Спортска
- Сремска
- Сремског фронта
- Станка Опсенице
- Станка Пауновића
- Стапарски пут
- Стари Сивачки пут
- Старине Новака
- Старог Вујадина
- Стефана Дечанског
- Стефана Немање
- Стевана Бељанског
- Стевана Мокрањца
- Стевана Семзе
- Стевана Синђелића
- Стевана Сремца
- Стрелиште
- Суботичка
- Сунчана
- Сунцокретов пут
- Сувајска
- Светог Архиђакона Стефана
- Светог Саве
- Светозара Милетића

|  |  |  |  |  |  |  |  |  |  |  |  |  |  |  |  |  |  |  |  |  |  |  |  |  |  |  |  |  |  |

## Т
- Танаска Рајића
- Текстилна
- Тесна
- Томе Росандића
- Тополска
- Тозе Марковића
- Трг цара Лазара
- Трг цара Уроша
- Трг Косте Трифковића
- Трг републике
- Трг Светог Ђорђа
- Трг Светог Тројства
- Тргин сокак
- Тромеђина

|  |  |  |  |  |  |  |  |  |  |  |  |  |  |  |  |  |  |  |  |  |  |  |  |  |  |  |  |  |  |

## Ћ
|  |  |  |  |  |  |  |  |  |  |  |  |  |  |  |  |  |  |  |  |  |  |  |  |  |  |  |  |  |  |

## У
- Уједињених нација
- Уливна
- Уроша Предића

|  |  |  |  |  |  |  |  |  |  |  |  |  |  |  |  |  |  |  |  |  |  |  |  |  |  |  |  |  |  |

## Ф
- Филипа Кљајића
- Фрање Рачког
- Фрушкогорска

|  |  |  |  |  |  |  |  |  |  |  |  |  |  |  |  |  |  |  |  |  |  |  |  |  |  |  |  |  |  |

## Х
- Хаџића Светића
- Хајдук Вељка
- Хероја Карпоша
- Хероја Пинкија
- Хиландарска
- Храстова

|  |  |  |  |  |  |  |  |  |  |  |  |  |  |  |  |  |  |  |  |  |  |  |  |  |  |  |  |  |  |

## Ц
- Цара Душана
- Цара Лазара
- Централа
- Цигланска
- Црвене руже
- Цветна

|  |  |  |  |  |  |  |  |  |  |  |  |  |  |  |  |  |  |  |  |  |  |  |  |  |  |  |  |  |  |

## Ч
- Чаире
- Чичови
- Чихаш Бене
- Читаоничка
- Чонопљански пут
- Чонопљански пут - Огризовић салаши
- Чонопљански пут - Вага

|  |  |  |  |  |  |  |  |  |  |  |  |  |  |  |  |  |  |  |  |  |  |  |  |  |  |  |  |  |  |

## Џ
|  |  |  |  |  |  |  |  |  |  |  |  |  |  |  |  |  |  |  |  |  |  |  |  |  |  |  |  |  |  |

## Ш
- Шапоње насеље
- Шиђани
- Шикарски пут
- Школска
- Штрандова
- Штросмајерова
- Швраке Бунгалови
- Швракин пут
- Шумадијска
- Шумска